# Zigarettenmaschine

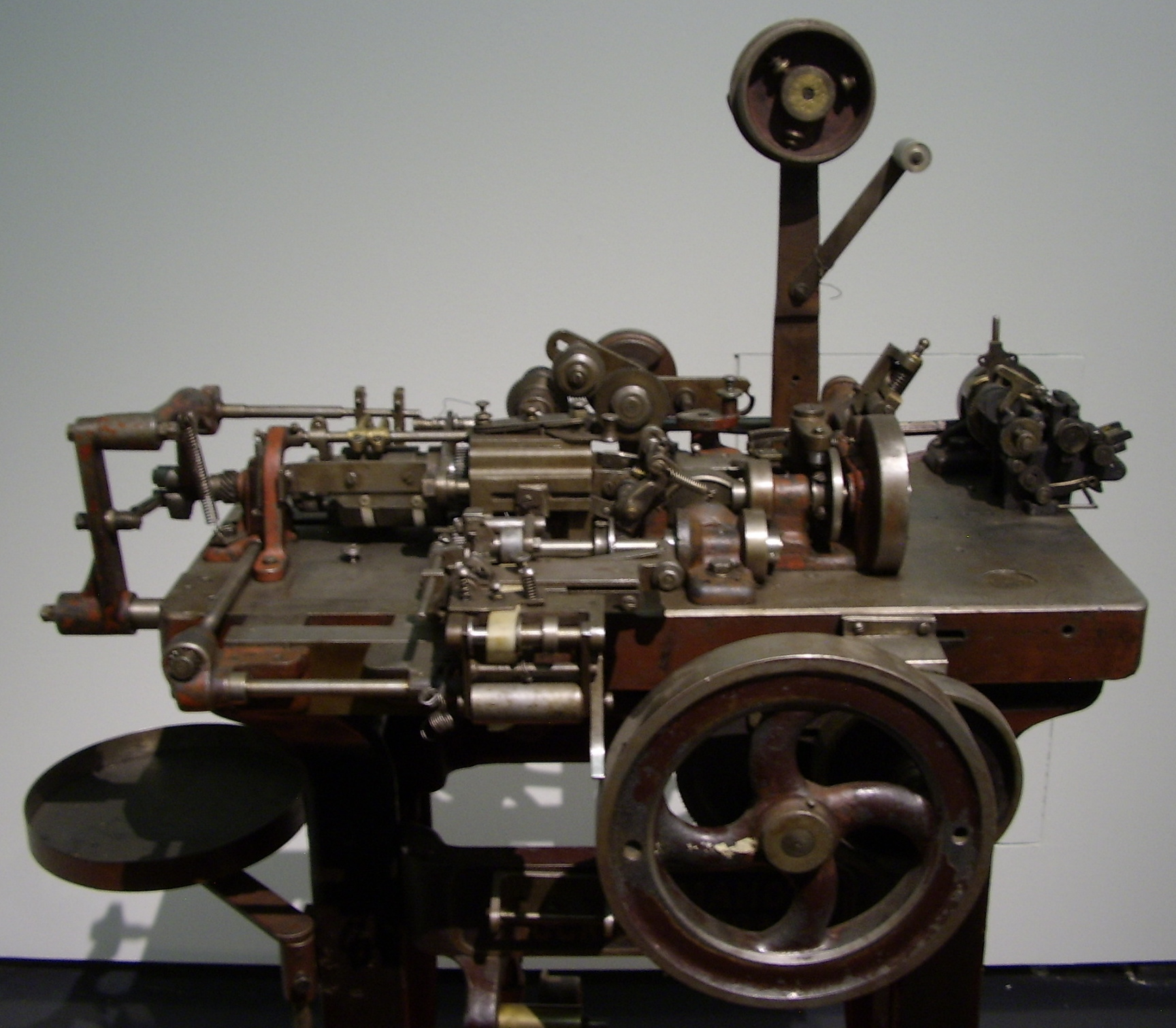
Zigarettenhülsenmaschine L. J. Tillmanns, Moskau, 1901

Eine Zigarettenmaschine, auch (Zigaretten-)Strangmaschine genannt, ist eine Maschine zur Herstellung von Zigaretten.

## Geschichte

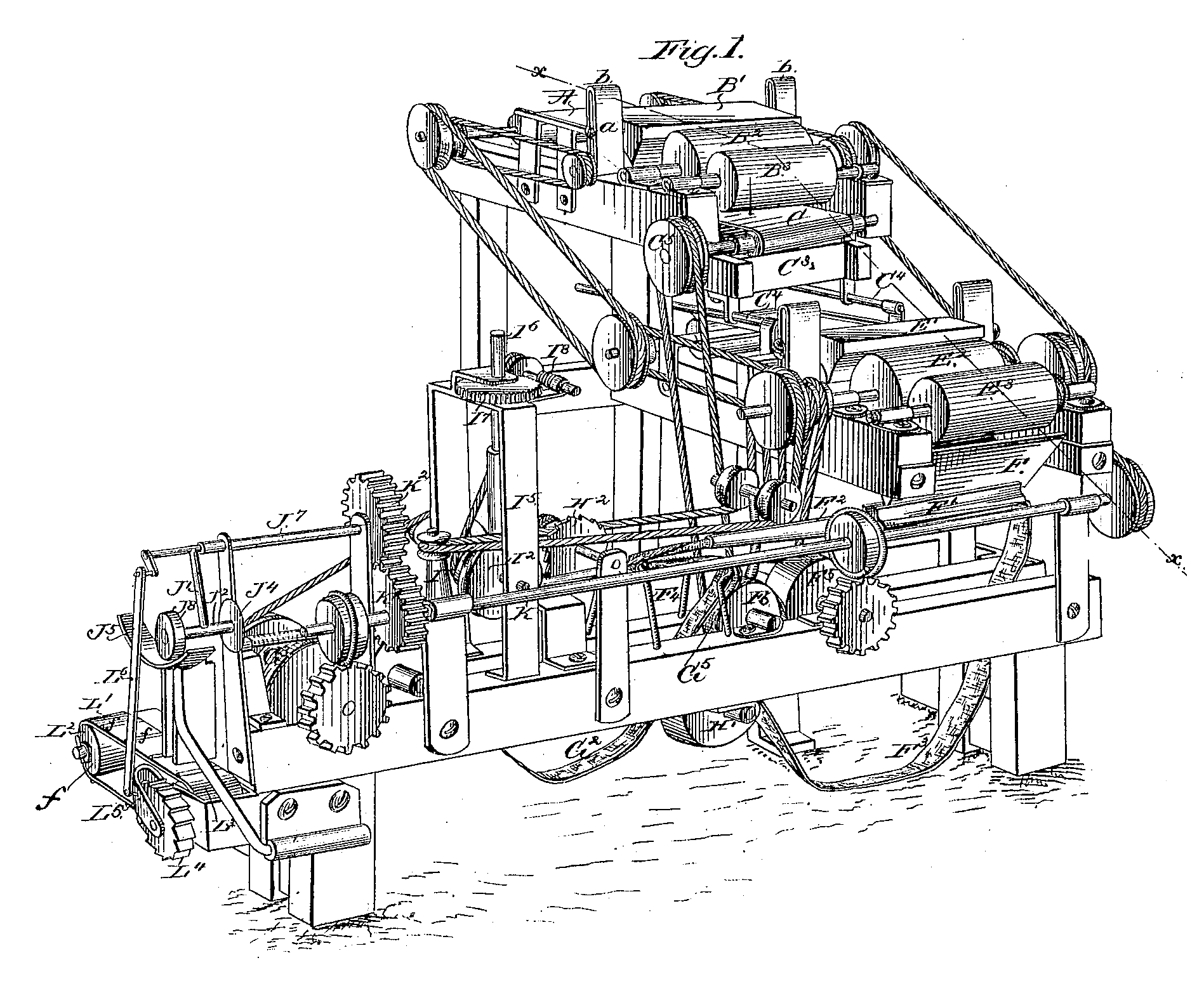
Bonsacks Maschine

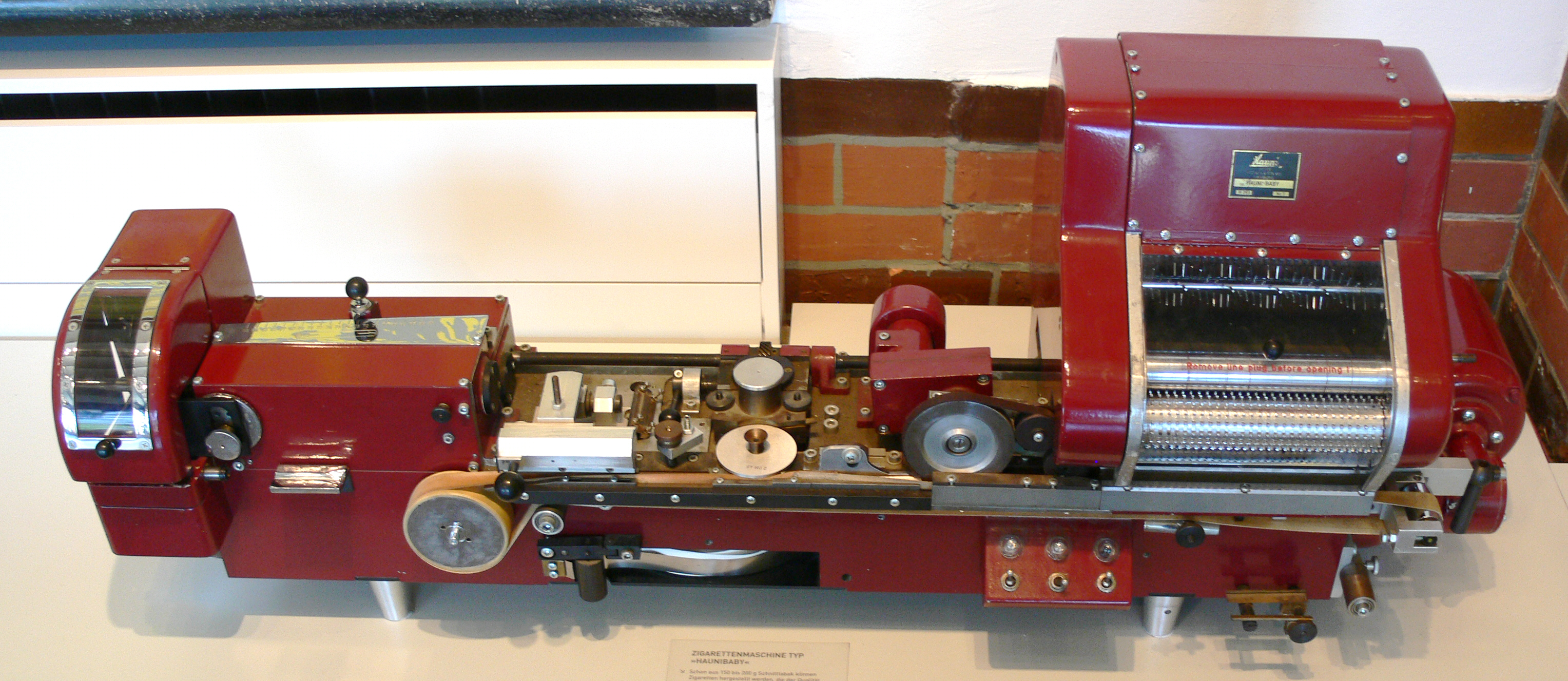
Historische Testmaschine „Hauni Baby“

Der US-amerikanische Erfinder James Albert Bonsack erfand 1880 die erste Zigaretten-Strangmaschine, mit der täglich 120.000 Zigaretten produziert werden konnten. Zusammen mit  James „Buck“ Duke gründete er die erste Zigarettenfabrik, die American Tobacco Company.
Im Jahre 1900 ließ sich der deutsche Ingenieur Otto Bergsträßer eine Jahre zuvor gemachte Erfindung patentieren, die ebenfalls eine Zigaretten-Strangmaschine darstellte. Zusammen mit dem Kaufmann Max Klinge gründete Bergsträßer in Dresden noch vor der Jahrhundertwende eine Firma zur Herstellung von Zigaretten- und Verpackungsmaschinen mit dem Namen Compagnie Universelle. Die Firma wuchs, sodass das Werk 1898 in die Zwickauer Straße verlegt wurde. Ab 1915 firmierte das Unternehmen als Universelle-Zigarettenmaschinenfabrik J. C. Müller & Co. 1935 wurde Kurt Adolf Körber Mitarbeiter der Universelle. Körber hatte als Erfinder 1924 sein erstes Patent angemeldet. Er wurde 1940 zum Technischen Direktor ernannt.
Nach dem Krieg floh Körber mit Unterlagen der Universelle (unter anderem technische Zeichnungen) nach Hamburg. Im Juli 1946 begann er in Hamburg mit der Reparatur von Zigarettenmaschinen und der Herstellung von Handtabakschneidern. Er zog anschließend nach Hamburg-Bergedorf und gründete dort die Firma Hauni (Hanseatische Universelle) Maschinenfabrik Körber & Co KG. Am 1. Juni 1956 eröffnete Körber in Hamburg-Bergedorf auf dem Gelände der Hauni das Tabak Technikum Hamburg. Eine der bedeutendsten Erfindungen für das Unternehmen war die 1956 entwickelte Filteransetzmaschine MAX. Mit dieser gelang der Hauni der Durchbruch auf dem internationalen Markt. Eine Anekdote besagt, dass Körber durch eine Zeitungsmeldung über den steigenden Milchverbrauch auf ein gesteigertes Gesundheitsbewusstsein der Deutschen schloss, weshalb er die Gesundheitsgefahren der Zigarette durch einen Filter verringerte.

## Funktionsweise
Die Zigarettenmaschine formt aus dem aufbereiteten und per Druckluft zugeführten losen Tabak einen Tabakstrang und umhüllt diesen mit dem Zigarettenpapier. Der fortlaufende, nun umhüllte Tabakstrang wird anschließend mit einem rotierenden, schräg angeordneten Messerblock geteilt. Der ringförmige Gegenhalter, der einen sauberen Schnitt garantieren soll, arbeitet ähnlich einer „fliegenden Säge“. Der Strang wird somit richtig durchgeschnitten und nicht etwa nur per Messerschneide abgeschlagen. Bei der Herstellung einer Filterzigarette werden zunächst doppelt so lange Zigaretten geschnitten, die unmittelbar in der nachfolgenden Filteransetzmaschine in der Mitte geteilt und etwas auseinandergezogen werden. Zwischen diesen beiden Zigarettenhälften (mit nun jeweils einfacher Zigarettenlänge) wird dann das doppelt so lange Filterstück eingesetzt, zusammen mit den beiden Zigaretten mit Filterpapier umhüllt und das doppelt so lange Filterstück dann in der Mitte getrennt. Anschließend wird jede zweite Filterzigarette gewendet und danach die fertigen Zigaretten zur Verpackungsmaschine befördert.

### Verfahrensdetails

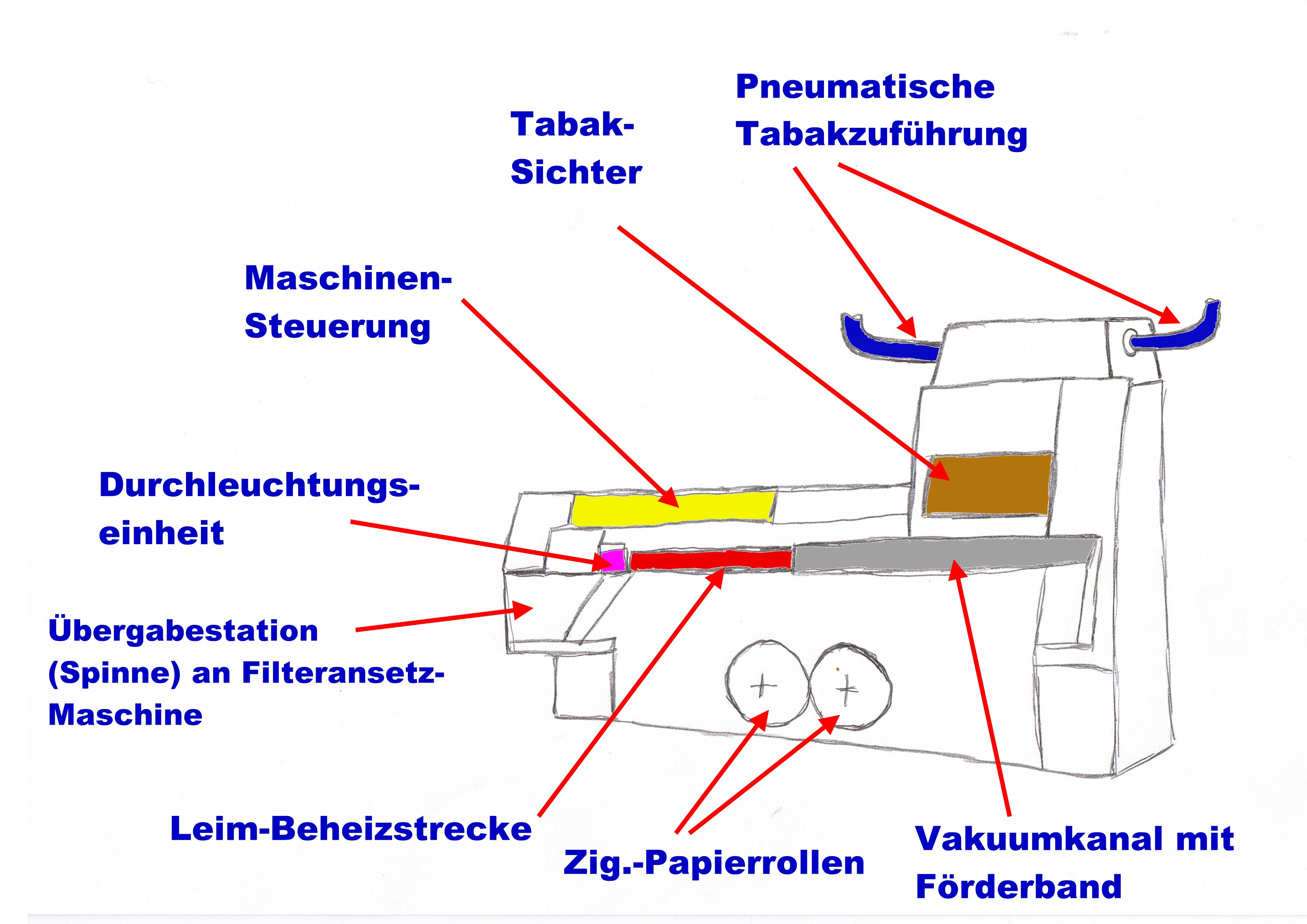
Zigarettenmaschine, Prinzipskizze

Die Zigarettenmaschine besteht aus einer Verteilereinheit (in der Skizze rechts zu sehen), in der vibrierende Schachtwände und Stachelwalzen für eine gleichmäßige Verteilung des per pneumatischer Förderung ankommenden Tabaks innerhalb der Verteilerbox sorgen (siehe Tabak-Sichter). Am unteren Ende der Box wird der gemischte Tabak fein und gleichmäßig auseinandergezogen. Dies erfolgt mitteils eines luftdurchlässigen, textilen Förderbandes (dem sogenannten Saugstrangförderer), das den Tabak aus der Verteilerbox gleichmäßig abzieht. Damit der Tabak auf dem Band bleibt, wirkt unterhalb des luftdurchlässigen Förderbandes ein Vakuum, so dass der Tabak auf das Band angesaugt und damit quasi fixiert wird. Am Ende des Saugstrangförderer befindet sich eine Überschussabnahmevorrichtung, bestehend aus zwei umlaufende Trimmerscheiben, welche überschüssige Tabakfasern vom Tabakstrang entfernen. Je nach Stellung der Trimmerscheiben zum Förderband, wird eine mehr oder weniger große Tabakmenge abgenommen. Der Tabaküberschuss fällt in einen Schacht und wird der Verteilereinheit wieder zugeführt.
Der Tabakstrang wird dann vom Saugstrangförderer auf ein kontinuierlich laufendes Formatband ablegt, das den Tabakstrang rund formt. Danach läuft der Tabakstrang durch ein verengtes Mundstück, wo sich von außen das Zigarettenpapier um das Mundstück legt und es nach dem Mundstück den Tabak umhüllt. Diese Station wird auch Formatkammer genannt. An dieser Stelle befindet sich ebenfalls eine Leimdüse, welche das Zigarettenpapier an einem Rand kontinuierlich anleimt. Eine kurze Heizstrecke sorgt anschließend dafür, dass der Leim abbinden kann. Zudem wird die Leimnaht dabei geglättet. So entsteht ein endloser, umhüllter und zugeklebter Tabakstrang. Nachdem das Zigarettenpapier von der großen Bobine abgerollt wird, durchläuft es kurz vor der Formatkammer noch ein Druckwerk, in dem der Name der Zigarettenmarke aufgedruckt wird.
Bevor der Tabakstrang in doppelt so lange Zigarettenlängen geschnitten wird, wird dieser quasi geröntgt. Nach dem Druckwerk befindet sich eine „Durchleuchtungseinheit“ (das Strangregel- und -meßgerät, quasi ein Röntgengerät), welche die Dichte des Tabakstromes misst. Vielfach kommen hier radioaktive Isotope, also Radionuklide als Strahlungsquelle zum Einsatz. Es existieren aber auch Durchleuchtungseinheiten, die mit einer Kombination von kapazitiven, optischen oder Infrarotsensoren arbeiten. Je nach gemessenem Dichteverhältnis werden die Trimmerscheiben dann so geregelt, dass die vom Kunden geforderte Tabakdichte exakt eingehalten wird. Dies stellt einen geschlossenen Regelkreis dar.
Nach dem Schnitt der doppelt so langen Zigaretten nimmt eine sogenannte Spinne diese auf und übergibt sie an die Filteransetzmaschine. Die Spinne besteht aus mehreren (meist acht) Metallarmen, die per Vakuum die geschnittenen, doppelt so langen Zigaretten ansaugen und in einer Art Oval ständig rotieren.

### Ein oder zwei Tabakstränge

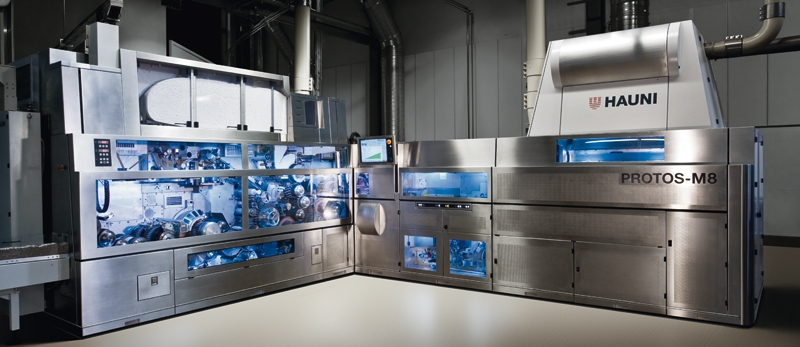
Zigarettenmaschine PROTOS-M8 mit zwei Tabaksträngen; Leistung: bis zu 20.000 Zigaretten pro Minute

Bei den Zigarettenmaschinen handelt es sich um kontinuierlich laufende Maschinen, während die Verpackungsmaschine oftmals getaktet, also intermittierend laufen.
Die Leistung einer modernen Zigarettenmaschine hängt davon ab, ob sie ein oder zwei Tabakstränge aufweist. Bis in die 1980er Jahre überwiegten Zigarettenmaschinen mit einem Tabakstrang. Der einfachere mechanische Aufbau sowie die einfachere Handhabung sprachen für diese Ausführung. Während die Leistung einer Zigarettenmaschine mit einem Strang noch Anfang der 1980er Jahre bei etwa 6.000 Zigaretten pro Minute (also etwa 100 Zigaretten pro Sekunde) lag, war die Produktion von 10.000 Zigaretten pro Minute (= 167 Zigaretten pro Sekunde) n den 1990er Jahren möglich. Für einbahnige Zigarettenmaschinen war damit die sinnvolle Grenze erreicht. Um noch höhere Leistungen erzielen zu können, wurden bereits in den 1980er Jahren von einem italienischen Zigarettenmaschinenhersteller zweistrangige Maschinen entwickelt. Diese erzielen mittlerweile Höchstleistungen von 20.000 Zigaretten pro Minute (= 333 Zigaretten pro Sekunde).
In der Regel läuft die Filteransetzmaschine mit der gleichen Leistung wie die Zigaretten-Strangmaschine. Es gibt aber auch Produktionskonzepte, bei denen beide Maschinen mittels eines Pufferspeichers voneinander getrennt sind. Gleiches ist zwischen Filteransetzmaschinen und Verpackungsmaschine möglich. Hier überwiegen die Herstellkonzepte, wo zwischen  Filteransetzmaschine(n) und Verpackungsmaschine(n) ein mehr oder minder großer Pufferspeicher vorhanden ist. Bei Materialwechsel (Packpapier, Steuerbanderole etc.) oder einem Defekt an der Verpackungsmaschine muss die Zigaretten-Strangmaschine sowie die Filteransetzmaschine nicht gleich gestoppt werden. In der Filteransetzmaschine wird zudem jede Zigarette auf Dichtigkeit geprüft. Entsprechend der gegebenen Produktionsleistungen erfolgt dies im Millisekundenbereich.